# 南海放送サンパーク

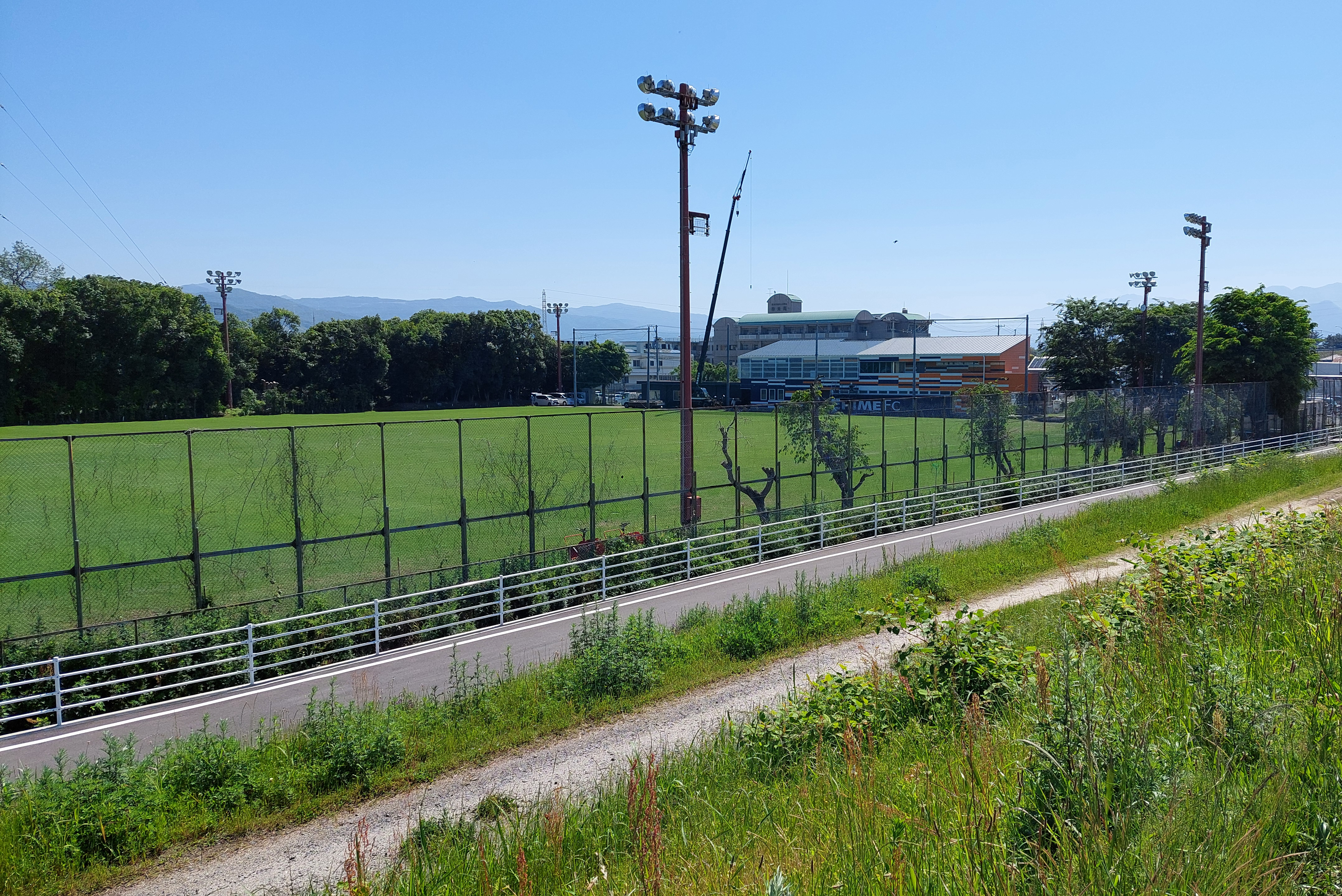
サンパーク内の愛媛FC練習場

南海放送サンパーク（なんかいほうそう・サンパーク）は、松山市井門町の南海放送中波ラジオ放送局の親局送信所敷地内に1982年4月に開設された公園である。
同所は、1972年に松山市から50,000㎡の土地を譲り受け、松山市市坪にあった旧ラジオ送信所を移設する目的で整備し、ラジオの送信施設完成後、「あんてな公園」という名称で緑地としてオープン。その後1982年の開局30周年を機に、愛媛県の文化の中心を担う中核事業の一環としてリニューアルしたものである。
敷地内には、文化・スポーツイベントに幅広く利用できる多目的アリーナ・サンホールや、文化教室などに利用できる数寄屋別館、芝生運動広場などが設けられている。
芝生運動広場はのちに、日本プロサッカーリーグの愛媛FCの練習場として使用されているが、2021年に南海放送が愛媛FCのために、クラブライセンスで必須とされるクラブハウスと天然芝練習場の建設を行い、2022年から練習場として使用されるようになった。。